# Christian Siegfried von Plessen
 Der er flere personer med dette navn, se Christian Sigfred von Plessen.
Christian Siegfried von Plessen (1646 – 22. januar 1723 i Hamborg) var en tysk statsmand i dansk tjeneste under kong Christian 5. Fra 1692 til 1700 beklædte han en post, der svarer til finansminister.

## Ungdom og møde med Prins Jørgen
Plessen var søn af landråd Daniel von Plessen til Hoickendorf i Mecklenburg og Dorothea Eleonore von Blumenthal. Han fuldendte sine studier på lange rejser i udlandet, særlig i Frankrig. Hjemvendt til sin fødestavn arvede han efter faderens død godserne Hoickendorf og Mandrow (1672), fik 1670 ansættelse ved regeringen i Schwerin og udnævntes 1673 til kancelliråd. Hans broder Carl Adolph, der stod i dansk tjeneste som oberstløjtnant, faldt ved stormen på Malmø (1677), og Plessen foretog en rejse til Danmark for at ordne hans efterladenskaber. Ved denne lejlighed lærte Plessen det danske hof og særlig Prins Jørgen at kende. På foranledning af Dronning Sophie Amalie ansattes han som kammerjunker hos prinsen og blev, efter at dennes hofchef Christian Günther von der Osten var forulykket under kongens hjemrejse fra Rügen 1677, udnævnt til overkammerherre. Det var dog først i marts 1678, at han tog afsked fra mecklenburgsk tjeneste. Samme år ledsagede Plessen prinsen på rejser i Tyskland, vandt i høj grad hans fortrolighed og overtog bestyrelsen af hans livgeding Vordingborg Amt med Jungshoved samt en kapital på 300000 rdl., i alt o. 60000 rdl. årlige indtægter. Tillige besad prinsen i årene 1683-89 øen Femern. Fra februar 1680 nævnes Plessen som amtmand over Vordingborg Amt.
Efter prinsens trolovelse med Prinsesse Anne af England fulgte Plessen med sin herre til London, hvor formælingen fandt sted 28. juli 1683. Plessen, der samme år udnævntes til gehejmeråd, fik foreløbig tilladelse til at forblive privat i sin tidligere stilling hos prinsen, der benyttede ham til at påtale forskellige forhold ved hans hofstat, som han ønskede ændrede. Plessen pådrog sig herved Hertugen af Yorks vrede, og da han 1684 i familieanliggender vendte tilbage til København, nedlagde hertugen gennem den danske udsending Godske von Buchwald protest mod, at Plessen mere vendte tilbage til England. Plessen tog nu ophold i Danmark, blev i maj samme år hvid ridder og varetog med stor dygtighed sin herres interesser her i landet. Han var dog gentagne gange i London, således 1685 i anledning af enkedronningens død og 1689 i foråret, da det blev ham overdraget at varetage gesandtskabsforretningerne efter Frederik Gersdorffs tilbagekaldelse og modarbejde hertugen af Gottorps bestræbelser for at genvinde Slesvig. Ved kong Vilhelms kroning 11. april fungerede han som maître de garderobe hos Prins Jørgen. Få dage senere blev i København operahuset på Sophie Amalienborg et rov for luerne, ved hvilken lejlighed 150 mennesker fandt døden. Plessens hele nærmeste familie var tilstede, hans tre ældste sønner blev med nød og næppe frelste, men hans hustru og ældste datter døde få dage efter af brandsårene. Efter en slægtnings ved samme ulykke forårsagede død arvede Plessen godset Parin, som han dog senere solgte. 1687 var desuden besiddelsen Harckensee tilfaldet ham efter moderen.

## Finansminister
I januar 1692 overdrog kongen Plessen styrelsen af finanserne med titel af præsident for Rentekammeret og gav ham samtidig sæde og stemme i Gehejmekonseillet. Pengevæsenet var under Plessens forgænger, overrentemester P. Brandt, kommet i største forvirring. Landet var tynget med skatter, kassen var tom, utallige folk i statens tjeneste havde i årevis ingen løn modtaget, og misnøjen var almindelig. Det ses, at Plessen kun efter megen overtalelse bekvemmede sig til at modtage denne vanskelige stilling. "i henved 2 Maaneder", ytrer han, "har jeg Dag og Nat kæmpet for at afværge det mest skæbnesvangre Slag, som kan ramme nogen, og som vil gøre mig ulykkelig og utilfreds for mit hele øvrige Liv." Med stor energi og omsigt gik Plessen til sit brydsomme hverv og
bragte til en begyndelse store personlige ofre. Kort efter sin embedstiltrædelse "engagerede han sig for Kongen" til et beløb af 100000 rdl. Forholdene antog snart under hans dygtige ledelse
en bedre karakter. Det siges, at han gav kongen det råd, der også blev fulgt, at lette skattetrykket, for at landbefolkningen kunne komme til kræfter igen, og i Plessens hele embedstid udskreves ingen ekstraordinære skatter. En tønde hartkorn, der ved Plessens embedstiltrædelse solgtes for 10-15 rdl., steg i få år til 40-50 rdl. i værdi. Der bragtes orden i forretningsgangen, og statens utallige kreditorer fik atter efter lang tids forløb udbetalt deres renter til rette tid. Desuagtet var der råd til at dække de betydelige overordentlige udgifter, der forvoldtes i Christian 5.s sidste regeringsår ved kronprinsens rejse og formælingsfester (henved 4 tdr. Guld) og den kostbare ambassade til Rijswik. Hærens størrelse forøgedes, og toget til Ratzeburg og befæstningsarbejderne i Rendsborg foranledigede betydelige omkostninger. Statens kredit på det udenlandske pengemarked steg kendelig, og det hedder ved Plessens afgang, fra en ham næppe særlig venligsindet side, at hans blotte navn var tilstrækkeligt til at rejse millioner i Amsterdam, ligesom bankhusene i Hamborg erklærede sig villige til at åbne ham personlig en kredit på en td. guld. Hans ry som finansmand foranledigede flere fremmede monarker til at opfordre ham til at træde i deres tjeneste. Karl 11. af Sverige stræbte at vinde ham for sit land, kejser Leopold gjorde ham gennem sin gesandt i England grev Wratislaw meget fordelagtige tilbud, ligeså August 2. af Sachsen gennem grev Flemming.

## Forsøg på afsked
Plessens pirrelige, sygelige temperament og idelige kampe med hans forgængers parti ved hoffet bevægede ham allerede 1696 til at ansøge om sin afsked (som dog ikke blev bevilget), og han giver ved denne lejlighed en oversigt over alt, hvad han i de svundne 4 år har udrettet. Kongens indkomster er ikke, som før, tagne op forud; man har holdt opgør med fortiden, og nutiden går sin sikre gang; han har standset alt underslæb af kongens indtægter og indført en systematisk opkrævning; både civil-, sø- og landetaten er blevne stillede tilfreds ved prompte betaling. "Hele Landet var fornøjet med ham", vidner hertug Ferdinand Wilhelm af Württemberg, "skønt han var en fremmed, og han var i lige grad yndet hos alle Danske som hos Udlændinger."

## Diplomaten Plessen
Ved siden af sin betydningsfulde og anstrængende virksomhed som leder af finanserne fik Plessen betroet forskellige diplomatiske hverv. I politisk henseende arbejdede plessen på en tilslutning til
England og Nederlandene og trådte derved i opposition til det fransksindede parti ved hoffet, hvis fører var Thomas Balthazar von Jessen, lederen af den udenrigske politik i Danmark i Christian 5.s sidste levetid, og som fandt en virksom støtte i Conrad Reventlow, den senere storkansler. Meningsforskellen mellem de to partiførere udartede i tidens løb til personligt had, således at Jessen, især efter at Adam Levin Knuth var død, der stod Plessen meget nær, på forskellig vis søgte at undergrave dennes anseelse hos kongen og mistænkeliggøre hans handlinger.
I juli 1692 sendtes Plessen til hoffet i Schwerin med fuldmagt til at afslutte et forbund med hertugen, uden at dog forhandlingerne førte til et resultat. Herfra begav han sig om efteråret til
Haag, hvor han havde en samtale med den detroniserede kong Jacob 2., og vendte i november tilbage. 1693 afsluttede og undertegnede Plessen sammen med Gyldenløve og Reventlow en alliancetraktat med Frankrig (i marts) samt i september med Brunsvig-Lyneborg, hvorefter han sammen med Reventlow og Jessen sendtes til Pinneberg for at afslutte de af Conrad Biermann von Ehrenschild påbegyndte forhandlinger. Under sine hyppige rejser til England tog han efter kongens ordre oftere ind i Haag, hvor hans intimeste ven, Christian Lente, den gang beklædte posten som dansk gesandt, for at konferere med denne i vigtige diplomatiske anliggender, således i efteråret 1694 om en alliance med England, og næste sommer tildeltes der ham sammen med Lente fuldmagt til at afslutte et forbund mellem Danmark, kejseren, England og generalstaterne.
Plessen, der stedse vedblev at bevare en trofast hengivenhed for det mecklenburgske fyrstehus, har sikkert været interesseret i, at kronprins Frederik indgik ægteskab med prinsesse Louise af Mecklenburg-Güstrow. I juni 1695 sendtes han inkognito til Güstrow for at erkyndige sig om, hvorvidt den regerende hertug var knyttet til nogen Danmark fjendtligsindet magt. På hans gunstig lydende rapport foretog kronprinsen noget senere sin bejlerfærd til Güstrow, og i november blev Plessen beskikket til med en eskadre af fem skibe at afhente prinsessen og føre hende til København. Umiddelbart efter indtoget blev Plessen dekoreret med Elefantordenen, en udmærkelse, der sjælden eller aldrig før var blevet tildelt en mand i hans alder og rang, hvilket vakte almindelig opsigt. Skønt Plessen i så høj grad medvirkende til at bringe dette parti i stand, der synes at have været efter kronprinsens ønske, og skønt det var ham, der skaffede denne sæde i statsrådet, lykkedes det ham dog ikke at vinde hans gunst, måske fordi kronprinsen var misfornøjet over at være blevet så knap aflagt.

## Afskedigelse under Frederik 4.
I december 1696 afsluttede Plessen og Lente en alliance med Holland og blev beskikkede til overordentlige gesandter ved fredsforhandlingerne i Rijswik. Plessen, der siges at have været meget pragtelskende, optrådte ved denne lejlighed med stor pomp. Sendelsen fik dog ingen betydning, hvilket skyldtes de franske udsendingers overlegenhed. Der udkom i denne anledning en satire på Plessen, en tyk bog med lutter hvide blade, som bar titelen: "Beretning om hr. von Plessens Negotiationer". Plessen kaldtes tilbage i februar 1698. Samme år udnævntes han til amtmand over Møn Amt, efter fra 1680 helt til 98 at have været amtmand over Vordingborg Amt. 1692-95 og 1698-1701 var han endvidere medlem af rådstuekommissionen og beklædte fra 1692 værdigheden som patron for det kongelige Ridderakademi. Fra 1701 var han tillige meddirektør ved navigationsskolen på Møn. I de første måneder af kong Frederik 4.s regeringsår bevarede Plessen sin tidligere indflydelse, men allerede i januar 1700 fjernedes han, til stor skade for Danmark, fra finansernes styrelse. Kongens misstemning mod Plessen ytrede sig tydelig i hans vægring ved at godkende det af Plessen forelagte udkast til en generalkvittering og decharge; det ses, at både Reventlow og Jessen af al evne nærede hans uvilje, og den sidstnævnte indgav en af slet dulgt had og triumferende glæde gennnemtrængt betænkning om at indlede en undersøgelse af "Personens" – som han betegner Plessen – finansstyrelse. Selv skriver kongen: "at han (Plessen) ikke føler sig forpligtet til at gøre rede for sine Expeditioner, har hos mig vakt en saadan Mistvivl til denne Mand, at jeg ikke mere véd, hvad jeg skal tro om ham". Kort efter meddeltes der ham dog decharge, men under en anden form end den af ham begærte. Kongens adfærd mod Plessen dadledes højlydt, både her hjemme og i udlandet. Den danske gesandt i Haag, von Støcken, beretter om den "kendelige Sorg", Plessens afskedigelse har vakt i Holland; pensionæren er meget utilfreds, alle falde fra, og Danmarks kredit daler betænkelig. Hertugen af Württemberg udtalte i et brev til kongen uforbeholdent sin misbilligelse af Plessens afskedigelse og forestillede ham alle de skæbnesvangre følger, dette skridt ville have for Danmark.
Plessen skal efter Hojers påstand have modsat sig krigserklæringen 1700, ligesom han i Christian 5.s tid havde søgt at dæmpe denne konges krigslystne tilbøjeligheder, men dog rådet til at påskynde
erobringen af Tønning med den motivering, at man ikke burde begå nogen dårskab halvt. I juni 1700 sendtes Plessen i diplomatisk ærinde til Haag, hvor han forgæves søgte at hindre en konjunktion
mellem den forenede hollandske og engelske og den svenske flåde, men det tilskrives hans indflydelse i England og Holland, at Danmark ikke kom til at friste en større ydmygelse ved fredsslutningen i Traventhal. I efteråret begav han sig til London, ved hvilken lejlighed prins Jørgen i et brev til sin brodersøn kongen udsteder ham et glimrende vidnesbyrd for 23 års trofast, nidkær og uegennyttig tjeneste. 1701 var Plessen medlem af kommissionen til de vornedes frigivelse og afgav et særligt votum, der går ud på at lette bondens skattebyrde og vidner om hans varme interesse for denne stands vel. I begyndelsen af 1703 var Plessen atter i London, og ved hans hjemkomst formenes det brud med kongen at have fundet sted, der foranledigede hans fuldstændige udtræden af dansk tjeneste i august samme år. Det hedder, at Plessen ikke længere billigede hoffets maximer og var utilbøjelig til at underskrive en ed, der bandt ham til hans stilling i så høj grad, at han måtte forsømme Prins Jørgens tjeneste. De forandrede forhold ved hoffet, især Frederik 4.s forbindelse med grevinde Vieregg, der i den dybt religiøse og moralske mands øjne måtte være en vederstyggelighed, var antagelig den nærmeste bevæggrund til hans bortgang. Christian Gyldenløve og Carl Ahlefeldt, begge meget levelystne mænd, havde indtaget den første plads i kongens gunst. Når sønnen Carl Adolph von Plessen 1703 skriver til faderen, at hoffet ikke mere er en bolig for kristne, da har han sikkert udtalt dennes anskuelse.

## Bopæl i Hamborg
Fra 1704 tog Plessen ophold i Hamborg, men gjorde hyppige og lange rejser til London og København i sin gamle herre Prins Jørgens tjeneste, men varetog også oftere diplomatiske hverv. 1706 var han således i Haag for at formå Holland og England til at yde Prins Carl erstatning for at give afkald på koadjutorværdigheden i Lübeck. Få dage før Prins Jørgens død (8. november 1708) ankom Plessen til London, men traf næppe mere sin herre ved fuld åndelig klarhed. Prinsens bortgang opfyldte ham med dyb, oprigtig sorg. "Jeg er mere end sønderknust", skriver han, "i Bevidstheden om at have mistet en Herre, hvem jeg har tjent i saa lang en Aarrække med lige saa stor Tilfredsstillelse som Iver og Hengivenhed." Han berømmer den afdødes blide sind og Dronning Annes store kærlighed og omhu for hendes gemal. Plessen begav sig derpå til Danmark for at overbringe dødsbudskabet og ordne dronningens mellemværende med den danske krone. Han førte forhandlingerne med den i dette øjemed nedsatte kommission, indtil Vordingborg Amt blev overleveret til kongen i august 1710 mod udbetaling af en årlig apanage til dronningen. Jungshoved forblev i Plessens værge indtil 1714, da Dronning Anne afgik ved døden.
Efter den tid levede Plessen et stille, tilbagetrukket liv i Hamborg. Endnu 1718 blev han af kongen opfordret til, ved hjælp af sine forbindelser i England, at føle sig for om stemningen for et ægteskab mellem kronprins Christian og Prinsen af Wales' ældste datter. Plessen havde dels ved arv, dels ved heldige finansielle spekulationer erhvervet sig anselige rigdomme. 1707 købte han af svigersønnen Christen Skeel Vallø med Gunderup og Billesborg, men afstod det året efter til kongen for 165000 rdl. Plessen døde i Hamborg 22. januar 1723. Hans lig førtes til København.

## Vurdering af Plessen
Samtiden har fældet en næsten enstemmig anerkendende dom om Plessens personlighed og fremragende evner. Hojer roser hans skarpe forstand og mandige sind, men nævner hans "naturlige Stivhed". Robert Molesworth omtaler hans melankolske udseende og svage helbred, men fremhæver hans sunde dømmekraft, verdenskløgt og ypperlige sprogkundskaber. Grev de Chamilly kalder ham en streng, bestemt mand. Landkansler Friccius betegner ham som jovial og i høj grad veltalende til tider, men almindeligvis tungsindig og utilgængelig. Det bør også bemærkes, at Plessen var en sjælden øm fader for sine børn.

## Ægteskaber og børn
Plessen var 3 gange gift: 1. (1673) med Sophie Agnes von Lepel (død 1684), datter af Hans von Lepel og Dorothea von Wopersnow; 2. (1685) med Clara Eleonore von Bülow (1665-1689), datter af dansk generalmajor Bartold von Bülow; 3. gang (1692) med Magdalene Hedevig von Halberstadt (død 14. februar 1702), datter af generalmajor Balthasar Gebhard von Halberstadt til Langenbrück og Hedevig Clara von Thun. Efter den sidstnævntes død siges Plessen at have bejlet til Anna von Rumohr, enken efter den 1694 afdøde general Hans Ahlefeldt; hun skal have afvist hans frieri, men som tegn på sin agtelse testamenteret ham sit herresæde Glorup. Dette skete allerede 1705, og denne besiddelse tilfaldt ham 1712 efter hendes død.
Blandt Plessens børn var:
- Daniel von Plessen, generalmajor
- Christian Ludvig von Plessen, gehejmeråd
- Carl Adolph von Plessen, gehejmeråd
- Christian Sigfred von Plessen, godsejer